# Legge Asburgo

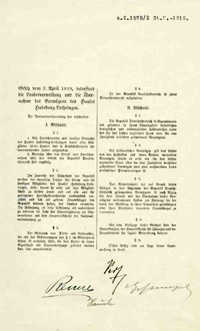
Legge Asburgo

La Legge Asburgo (in tedesco Habsburgergesetz, in forma integrale Gesetz vom 3. Aprile 1919 betreffend die Landesverweisung und die Übernahme des Vermögens des Hauses Habsburg-Lothringen, ovvero "Legge relativa all'espulsione e alla presa dei beni della Casa d'Asburgo-Lorena") è una legge approvata dall'Assemblea Costituente dell'Austria-tedesca, uno degli stati successori dell'Austria-Ungheria, il 3 aprile 1919. La legge, sulla scia della nuova forma repubblicana del 12 novembre 1918, detronizzava ed esiliava l'ultimo imperatore d'Austria Carlo I e i membri della famiglia regnante degli Asburgo-Lorena confiscandone, le proprietà. La legge Asburgo fu abrogata nel 1935 e la famiglia poté recuperare le proprie proprietà. Tuttavia, nel 1938, dopo l'Anschluss, i nazisti reintrodussero la legge asburgica, che fu mantenuta quando l'Austria riconquistò la sua indipendenza dopo la seconda guerra mondiale.
La legge è stata considerata una violazione dei diritti umani e di conseguenza, per entrare nell'Unione Europea nel 1995, l'Austria ha dovuto abrogare molte disposizioni, incluso il divieto di entrare in Austria degli Asburgo-Lorena. Dopo che un rapporto dell'Organizzazione per la sicurezza e la cooperazione in Europa ha criticato il divieto ai membri della Casa d'Asburgo-Lorena di candidarsi alla presidenza austriaca, anche questa disposizione è stata ritirata, nel giugno 2011, dal Parlamento austriaco. Il resto della legge è ancora in vigore, soprattutto per quanto riguarda la nazionalizzazione dei beni familiari dal 1938, criticata come obsoleta dai sostenitori asburgici.